# Кинг-Конг жив
«Кинг-Конг жив» (англ. King Kong Lives) — американский приключенческий фильм о монстрах 1986 года режиссёра Джона Гиллермина, снятый компанией De Laurentiis Entertainment Group со спецэффектами Карло Рамбальди. В фильме снимались Линда Хэмилтон и Брайан Кервин. Фильм является продолжением ремейка «Кинг-Конга» 1976 года. Это последний фильм о Кинг-Конге, в котором одноимённый персонаж был изображён с использованием костюмов и практических эффектов; в дальнейших фильмах использовалась компьютерная анимация.

## Сюжет
Действие происходит спустя десять лет после событий первого фильма. Оказывается, Конг не погиб в результате падения, а впал в кому и его в таком состоянии всё это время содержали в научно-исследовательском институте Атланты. Ему собираются имплантировать новое, искусственное сердце, но из-за длительного пребывания в коме Конгу необходимо переливание крови. Нужна кровь той же группы, что и у него, но, вероятно, он единственный в своём роде. Проблема усугубляется срочностью операции. Жизнь Конга оказывается под вопросом.
Тем временем путешественник Хэнк Митчелл (Брайан Кервин) отправляется на остров Борнео и обнаруживает там такую же огромную обезьяну женского пола. Митчелл договаривается о продаже самки институту, содержащему Конга, для переливания ему крови. Операция чудом проходит успешно. После операции Леди-Конг, как окрестили её сразу же по прибытии на материк, помещают на огромный склад. Конг пробуждается от комы и, почуяв самку, сбегает из института, вызволяя её из заточения. Затем они скрываются где-то в ближайшем лесу.
Военные во главе с полковником Нэвиттом (Джон Эштон) объявляют охоту на Конга и его подругу. За приматами, несмотря на опасность, отправляются доктор Эми Франклин (Линда Хэмилтон), присматривающая за состоянием Конга, и Хэнк Митчелл. У Митчелла закручивается роман с Эми.
Военным удаётся забрать самку, оттеснив Конга плотным огнём. Неся потери, военные начинают преследовать Конга. Эми и Митчелл пытаются остановить убийство. Загнанный Конг прыгает с обрыва и исчезает в бурной реке, попутно ударяясь головой о камни. Датчики на дистанционной аппаратуре доктора Франклин фиксируют смерть Конга.
Леди-Конг помещают в бункер на военной базе, особо не заботясь об условиях её содержания. Хэнк уезжает на Борнео для решения вопроса о дальнейшей судьбе приматов. Эми пытается добиться приемлемых условий содержания для самки. Путём жалобы в вышестоящие инстанции ей удаётся добиться допуска на военную базу, где содержится подруга Конга. Все уже уверены, что сам Конг мёртв.
В это же время, избежавший смерти, он пытается выжить в незнакомой местности, питаясь местной фауной, но тоскует о своей подруге. Эми встречает в аэропорту Хэнка, он договорился о покупке земли институтом для заповедника приматам. Она, в свою очередь, рассказывает ему о содержании подружки Конга в его отсутствие. Они едут на базу, но их туда уже не пускают. Тем временем Конг ненароком пугает местных жителей, навлекая на себя угрозу в виде отчаянных деревенских охотников с ближайшей округи, гонящихся за славой и головой Конга. Туда же группируются военные. Доктор Эми с Хэнком на одномоторном самолёте направляются на поиски Конга. Одной из групп охотников удаётся выйти на след Конга и поймать его в ловушку, но их радость длится недолго. Конг освобождается и убивает охотников. Эми и Хэнк находят Конга. Его состояние ухудшилось, Эми пытается с помощью аппаратуры дистанционно подрегулировать искусственное сердце, но ей это не удаётся. Теперь сердце Конга выходит из-под контроля Эми. Также они находят мёртвых охотников, убитых Конгом, и понимают, что тем самым он подписал себе смертный приговор.
Военным приказывают не убивать приматов, но полковник Нэвитт ничего не хочет слышать. Пролетая над местным посёлком, Хэнк и Эми видят Конга и военных, идущих ему на встречу. Приземлившись, Митчел и Эми пытаются освободить подругу Конга. В это время Конг вступает в схватку с военными, которые по приказу полковника Нэвитта открывают огонь. Конг, разбив отряд, идёт спасать подругу, где ему частично помогают Эми с Хэнком. Деревенский праздник у старого амбара прерывает рычание Конга, туда он ведёт рожать свою подружку. Праздная толпа разбегается. Появляются военные отряды, которым Конг мало что может противопоставить, но он не сдаётся…
В самый разгар войны самка рожает детёныша. Конг проигрывает битву, но напоследок, ему удаётся убить беспощадного полковника. Стрельба затихает, израненный Конг медленно опускается на землю. Умирающий Кинг-Конг протягивает лапу к своему рождённому детёнышу. Малыш тоскливо треплет безжизненную лапу отца. Самку с малышом Конга увозят в заповедник на Борнео. Маленький примат со своей матерью наслаждается свободой, подрастает и становится всё более похожим на своего отца.

## В ролях
- Линда Хэмилтон — Эми Франклин
- Брайан Кервин — Хэнк Митчелл
- Джон Эштон — полковник Нэвитт
- Питер Эллиотт — Кинг-Конг
- Джордж Ясуми — леди Конг
- Бенджамин Кечли — малыш Конг
- Питер Майкл Гетц — доктор Эндрю Ингерсолл
- Фрэнк Мэраден — доктор Бенсон Хьюз
- Марк Клемент
- Джимми Рэй Уикс — майор Пит

## Выход в прокат и отзывы
Прокат фильма в США стартовал 19 декабря 1986 года, в Австралии — 26 декабря 1986 года, в Японии — 27 декабря 1986 года, в СССР — 26 декабря 1988 года (один из самых кассовых зарубежных фильмов 1980-х годов), в Турции — в феврале 1989 года.
«Кинг-Конг Жив» получил практически только негативные отзывы критиков. Американский кинокритик Роджер Эберт высказался следующим образом: «Проблема всех, занятых в фильме, в том, что они снимаются в скучном фильме. И они все знают, что снимаются в скучном фильме. И никто из них не в силах сделать над собой хоть какое-то усилие».
Несмотря на рекламную кампанию, фильм полностью провалился в прокате, заработав всего $4,7 млн. 